# Obština Jakimovo
Obština Jakimovo (bulharsky Община Якимово) je bulharská jednotka územní samosprávy v Montanské oblasti. Leží na severozápadě Bulharska. Sídlem obštiny je ves Jakimovo, kromě ní zahrnuje obština 3 vesnice. Žijí zde necelé 4 tisíce stálých obyvatel.

## Sídla
| - Dălgodelci - Dolno Cerovene | - Jakimovo (sídlo správy) - Komoštica |

## Sousední obštiny
| Růžice kompasu |          | Lom              | Vălčedrăm  | Růžice kompasu |
| Růžice kompasu | Medkovec | Sever            |            | Růžice kompasu |
| Růžice kompasu | Medkovec | Obština Jakimovo |            | Růžice kompasu |
| Růžice kompasu | Medkovec | Jih              |            | Růžice kompasu |
| Růžice kompasu |          | Montana          | Bojčinovci | Růžice kompasu |

## Obyvatelstvo
V obštině žije 3 801 stálých obyvatel a včetně přechodně hlášených obyvatel 4 197. Podle sčítání 1. února 2011 bylo národnostní složení následující:
- Bulhaři: 3 544 (83.0 %)
- Romové: 681 (16.0 %)
- Turci: 14 (0.3 %)
- ostatní: 30 (0.7 %)